# Elektrownia jądrowa Leibstadt
Elektrownia jądrowa Leibstadt (niem. Kernkraftwerk Leibstadt) – elektrownia jądrowa znajdująca się na terenie Szwajcarii w kantonie Argowia w pobliżu Leibstadt nad Renem.

## Historia

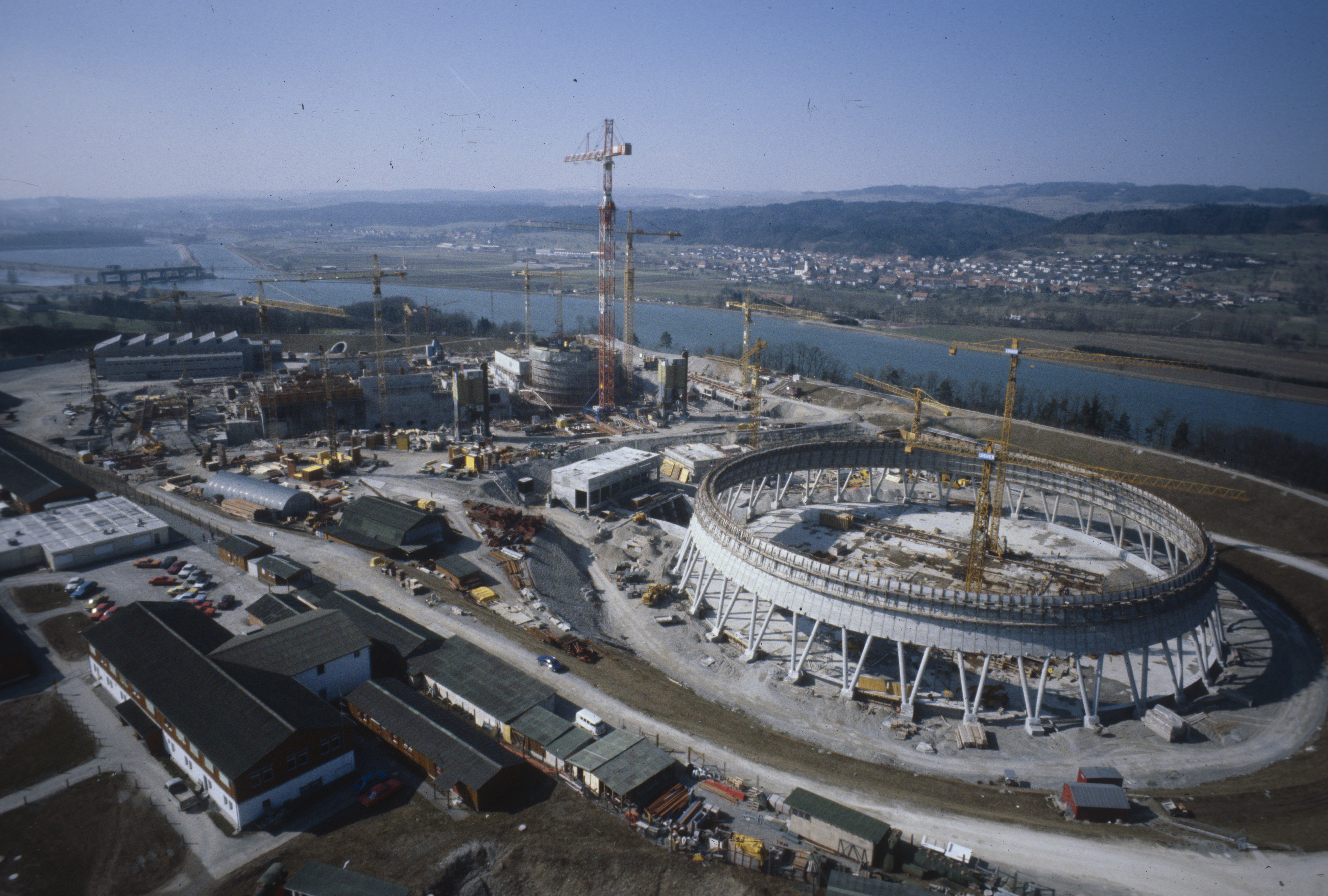
Elektrownia jądrowa Leibstadt podczas budowy

Pierwsze projekty budowy w Argowii nad Renem elektrowni powstały w latach 60. XX w. w związku z rosnącym zapotrzebowaniem na energię elektryczną. Postawiono na energię atomową w związku z polityką odchodzenia od elektrowni na paliwa kopalne, a także dużo mniejszą wydajnością hydroelektrowni. W 1965 r. złożono wniosek o pozwolenie na budowę elektrowni jądrowej o mocy 600 MW w okolicach Leibstadt. Później na przestrzeni lat projekt zmieniano jeszcze kilkukrotnie, a ostatecznie w 1973 r. wydano wszystkie pozwolenia na budowę elektrowni o mocy 940 MW. W listopadzie tego roku założono spółkę Kernkraftwerk Leibstadt AG. W 1974 r. ruszyła budowa. Głównymi wykonawcami zostały spółki Brown Boveri & Cie oraz General Electric. Początkowe plany uruchomienia elektrowni w 1978 r. nie zostały zrealizowane, a rok później termin oddania ponownie odsunięto z powodu wprowadzania udoskonaleń konstrukcyjnych po wypadku w amerykańskiej elektrowni Three Mile Island. W 1982 r. rozpoczęto pierwsze testy bloku elektrowni, a dwa lata później elektrownia została włączona do sieci. Pełną moc osiągnięto w grudniu 1984 r. Od tego czasu zakład w Leibstadt zaspokaja ok. 16% zapotrzebowania Szwajcarii w energię elektryczną. W latach 1998–2003 dokonano zwiększenia mocy netto elektrowni do 1165 MW.
W 2003 r. przeprowadzono referendum w sprawie wyłączenia elektrowni Leibstadt. W kantonie Argowia „Nie” odpowiedziało 77,6% głosujących, a na terenie gminy Leibstadt 95,8%. W 2005 r. elektrownię wyłączono w związku z awarią generatora. Wymiana uszkodzonych elementów zajęła ok. 5 miesięcy i przez ten czas elektrownia była nieczynna. Po katastrofie w Fukushimie w 2011 r. elektrownia Leibstadt przeszła serię testów i dodatkowych badań bezpieczeństwa w sytuacjach kryzysowych, które przeszła jednak bez zarzutu. W 2012 r. ponownie zwiększono moc elektrowni – po przebudowie moc elektryczna brutto wynosi 1275 MW (wzrost o ok. 30 MW). 

## Dane techniczne

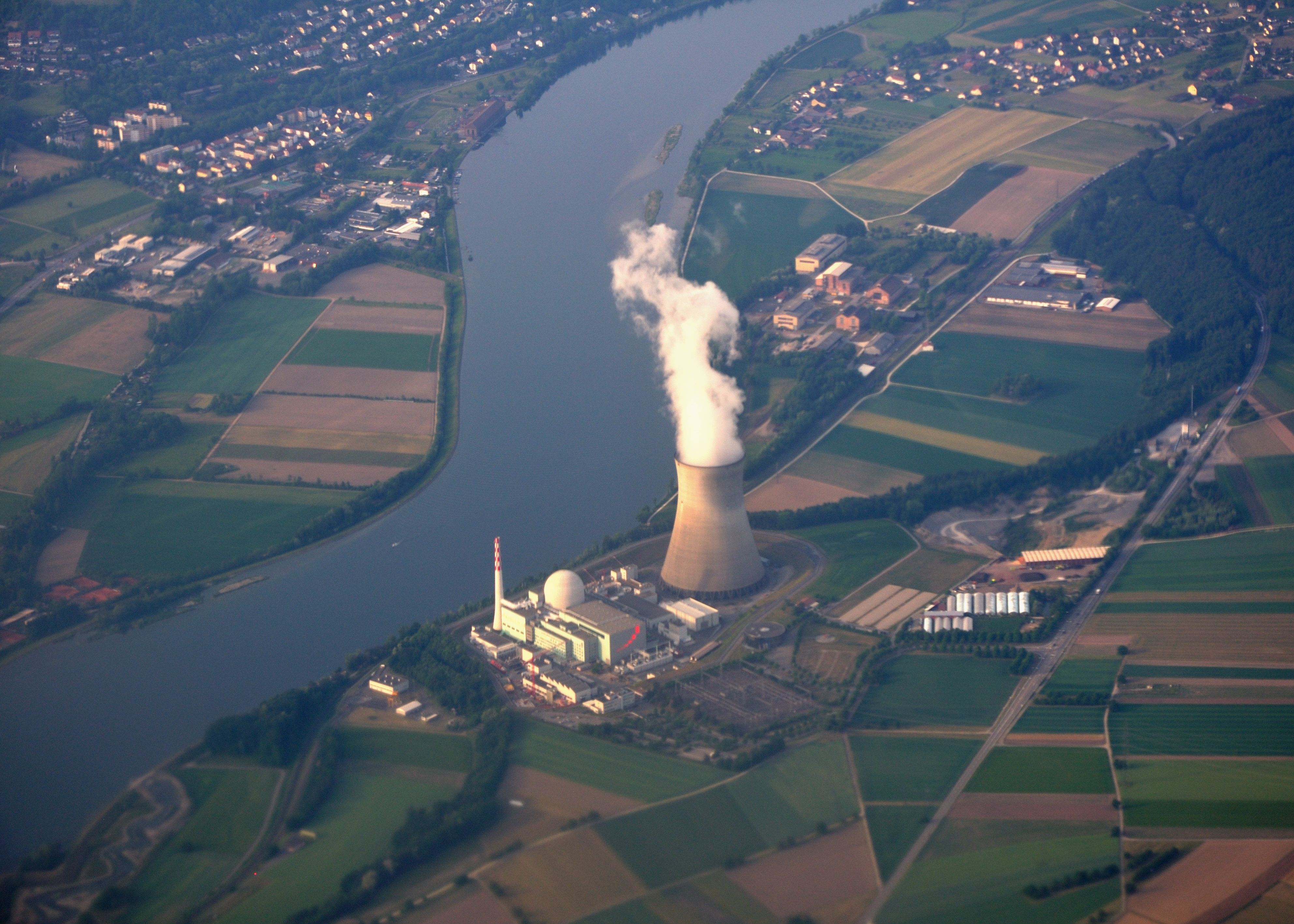
Widok na blok z lotu ptaka

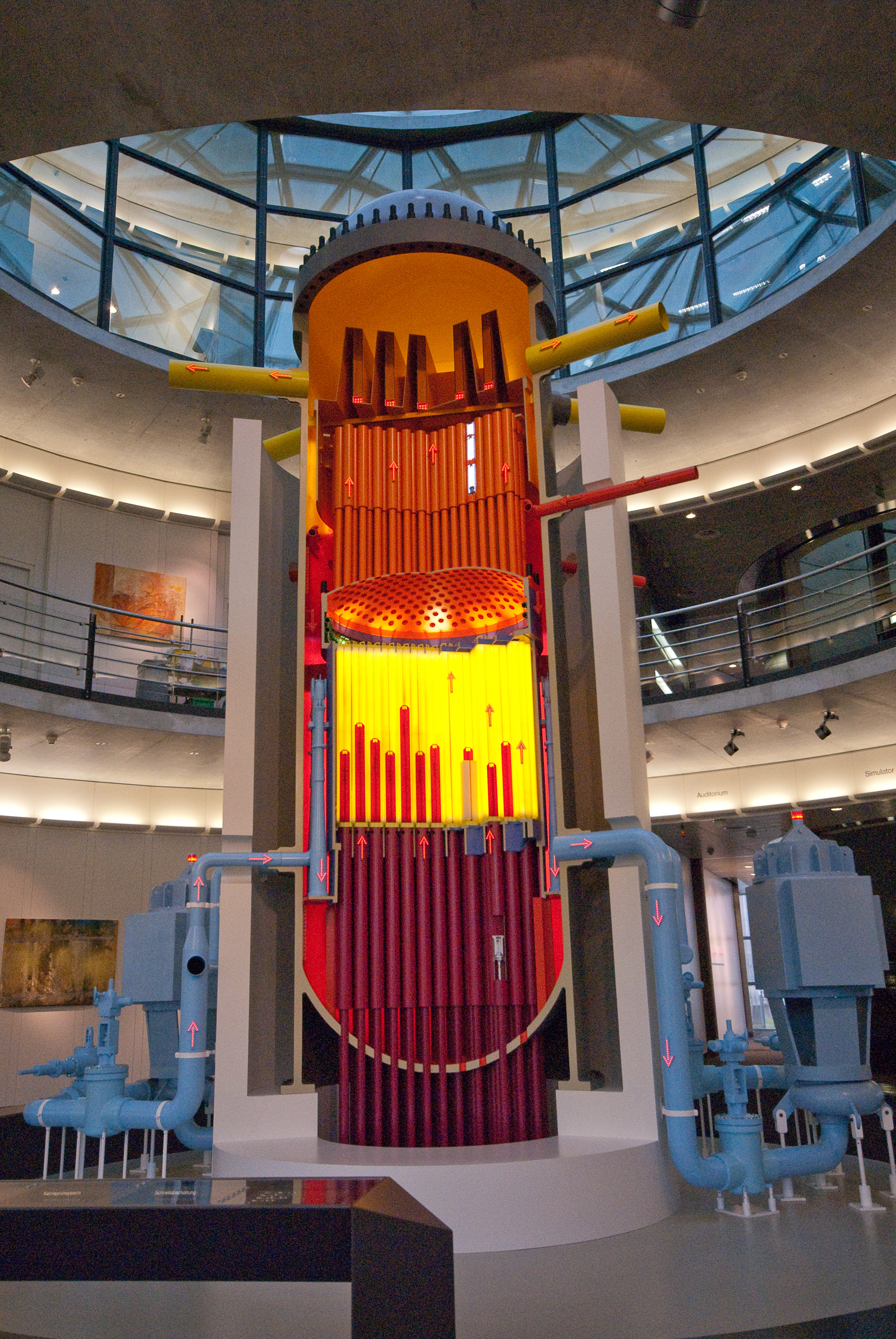
Model reaktora w centrum edukacyjnym w kompleksie elektrowni

- Typ reaktora: Reaktor wodny wrzący (BWR);
- Moc netto: 1220 MW;
- Moc brutto: 1275 MW;
- Moc termiczna: 3600 MW;
- Roczna produkcja energii elektrycznej (2018): 7799 GWh;
- Rozpoczęcie budowy: styczeń 1974;
- Włączenie do sieci: maj 1984;
- Rozpoczęcie działalności komercyjnej: grudzień 1984;

Źródło:

## Struktura własnościowa
Właścicielem i operatorem elektrowni jądrowej Leibstadt jest spółka Kernkraftwerk Leibstadt AG, której głównymi udziałowcami są:
- Alpiq AG (27,4%),
- Axpo Power AG (22,8%),
- Axpo Traiding AG (16,3%),
- Centralschweizerische Kraftwerke AG (13,6%).